# Raxruhá
Raxruhá är en kommun i Guatemala.   Den ligger i departementet Departamento de Alta Verapaz, i den centrala delen av landet, 150 km norr om huvudstaden Guatemala City.